# Liu Yunzhang
Liu Yunzhang, conosciuto anche con la traslitterazione Liu Yun-chang (劉雲章T, Liú YúnzhāngP; Anguo, 20 febbraio 1912 – Pechino, 17 gennaio 1993), è stato un cestista cinese.

## Carriera
Con la Repubblica di Cina ha disputato i Giochi olimpici di Berlino 1936.